# Derostenoides neglectus
Derostenoides neglectus är en stekelart som beskrevs av Girault 1915. Derostenoides neglectus ingår i släktet Derostenoides och familjen finglanssteklar. Inga underarter finns listade i Catalogue of Life.